# Allan Kamanga
Allan Kamanga (29 dicembre 1981) è un calciatore malawiano, attaccante del Dynamos F.C. e della Nazionale malawiana.